# Roberto Torres (ciclista)
Roberto Torres Toledano (Montpellier, 29 agosto 1964) è un dirigente sportivo ed ex ciclista su strada spagnolo, professionista dal 1987 al 1995.

## Palmarès

### Strada
- 1989 (Lotus-Zahor, una vittoria)

4ª tappa Vuelta a Aragón (Barbastro > Cerler)
- 1990 (Lotus-Festina, tre vittorie)

2ª tappa Tour d'Armorique (Lanester > Quimperlé)
Classifica generale Tour d'Armorique
3ª tappa - 1ª semitappa Route du Sud (Eauze, cronometro)
- 1991 (Lotus-Festina, una vittoria)

2ª tappa Volta ao Alentejo (Aljustrel > Odemira)
- 1992 (Lotus-Festina, una vittoria)

12ª tappa Vuelta a España (Burgos > Santander)
- 1993 (Festina-Lotus, una vittoria)

5ª tappa - 1ª semitappa Volta a la Comunitat Valenciana (Sagunto > Benicasim)

#### Altri successi
- 1990 (Lotus-Festina)

Classifica traguardi volanti Vuelta al País Vasco
1ª tappa - 2ª semitappa Vuelta a España (Benicasim > Burriana, cronosquadre)
- 1994 (Festina-Lotus)

Classifica traguardi volanti Euskal Bizikleta

## Piazzamenti

### Grandi Giri
- Giro d'Italia

1995: ritirato (11ª tappa)
- Tour de France

1994: ritirato (18ª tappa)
- Vuelta a España

1987: 68º
1988: 90º
1989: 74º
1990: 72º
1991: 89º
1992: 60º
1993: 79º
1994: 88º
1995: ritirato (12ª tappa)